# Lyn-Z Adams Hawkins
Lyn-Z Adams Pastrana, née Hawkins (née le 21 septembre 1989 à San Diego (États-Unis) est une skateboardeuse professionnelle américaine.

## Histoire et famille
Née à San Diego, Lyn-Z Adams Hawkins a été élevée à Cardiff-by-the-Sea, en Californie, et a passé une partie de son enfance à Sayulita, au Mexique, sur la périphérie de Puerto Vallarta. Enfant athlétique, Hawkins a commencé le surf et le skate à l'âge de 6 ans. Elle a commencé le skate lorsque son frère Tyler lui a acheté un abonnement au YMCA Encinitas. Elle a également joué au football, au base - ball, au basket - ball et à a pratiqué la gymnastique. 
Son nom civil est Lyndsey et Adams est son deuxième prénom. Elle a commencé à utiliser le surnom de Lyn-Z en 4e année. 
Hawkins personnalise souvent le griptape sur ses planches. Beaucoup portent les lettres RIP, à la mémoire de son père, décédé en décembre 2003. 
Le 4 juin 2011, Hawkins s'est fiancé à Travis Pastrana, qui a arrêté le spectacle au Nitro Circus Live World Tour à Las Vegas, s'est mis à genoux et a fait sa demande. Ils sont mariés le 29 octobre 2011, au sud de la Californie près de la maison de Hawkins. 
Le 26 février 2013, Hawkins et Pastrana ont annoncé sur leurs pages Web de réseau social qu'ils attendaient leur premier enfant en septembre 2013. Hawkins a donné naissance à une fille nommée Addy Ruth le jour de la fête du Travail, le 2 septembre 2013. Le 5 août 2014, elle a annoncé qu'elle et Pastrana attendaient leur deuxième enfant ; une fille nommée Bristol Murphy, elle est née le 9 février 2015. 

## Skateboarding
Hawkins est à l'avant-garde d'un très petit groupe de skateuses. Elle est également l'une des rares skateuses à avoir rider la DC Mega Ramp, et la première skateuse féminine à l'avoir fait. 
En raison d'un bras cassé en 2005 et d'un ligament croisé antérieur déchiré (entraînant une intervention chirurgicale) en 2006, Lyn-Z a raté de nombreuses compétitions. Au lieu de participer, elle a été caméraman pour la compétition féminine du West 49 Canadian Open à Hamilton, en Ontario en septembre 2006. 
En 2007, Hawkins est de retour pour les compétitions et a remporté la médaille d'or dans la compétition Women's Vert aux X Games 13 à Los Angeles. En 2008, elle s'est classée deuxième dans la même compétition, et en 2009, elle est revenue pour gagner une autre médaille d'or. 
Les sponsors principaux incluent Volcom,  Nixon,  Birdhouse, Oakley, les roues Type-S, casques S-one et K-five Boardshop. 
En 2008, Hawkins est apparu sur la couverture du Skateboard Directory annuel du Concrete Wave Magazine. 
Le 21 novembre 2009, Hawkins est devenue la première femme à décrocher un 540 McTwist lors du "Quiksilver Tony Hawk Show" à Paris, en France. 